# Erik Norman
Erik Norman (i riksdagen kallad Norman i Östnor), född 11 januari 1842 i Mora, död där 13 september 1917, var en svensk lantbrukare och politiker (liberal). 
Erik Norman, som kom från en bondesläkt, var lantbrukare och handelsman i Östnor i Mora kommun, där han också var kommunalt verksam. Han var likaså aktiv i nykterhetsrörelsen, bland annat i Kopparbergs läns allmänna nykterhetsförbund.
Han var riksdagsledamot i andra kammaren 1891–1902 för Ovansiljans domsagas valkrets. I riksdagen tillhörde han det frihandelsvänliga Gamla lantmannapartiet 1891–1894 och övergick därefter till den liberala partigruppen Folkpartiet, som år 1900 uppgick i Liberala samlingspartiet. Han var bland annat suppleant i konstitutionsutskottet 1894–1895 och engagerade sig exempelvis för slopad tull på fläsk.